# Mekaniker

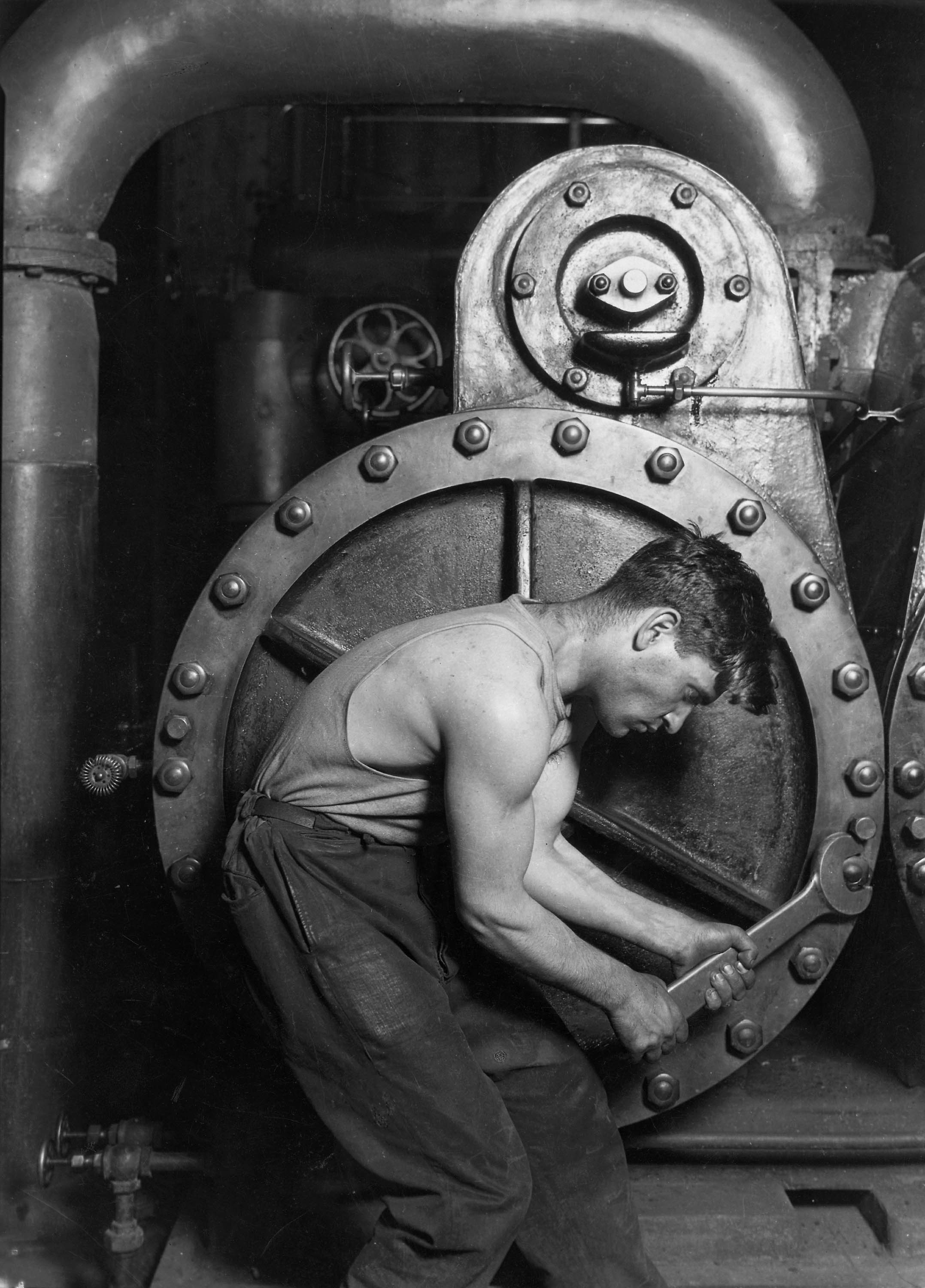
Mekaniker som arbetar med en ångpump. Fotograf: Lewis Hine, 1920

Mekaniker kallas den som underhåller och reparerar mekanisk utrustning under yrkesmässiga förhållanden, ofta i en så kallad mekanisk verkstad. Bil- och flygmekaniker är exempel på specialister inom respektive område.
I äldre språkbruk användes ordet istället om uppfinnare, konstruktörer eller tillverkare av maskiner, matematiska instrument och dylikt, om konstruktörer av vattenbyggnader, vattenverk, järnvägar, broar och liknande, samt om innehavare av mekaniska verkstäder eller gjuterier.